# Lucjan Balter
Lucjan Napoleon Balter (ur. 7 stycznia 1936 w Wilnie, zm. 16 lutego 2010 w Ołtarzewie) – ksiądz pallotyn, profesor zw. dr hab. teologii dogmatycznej, specjalista z zakresu eschatologii, eklezjologii, mariologii i józefologii; redaktor naczelny polskiej edycji „Communio”, kierownik Katedry Teologii Pozytywnej UKSW.

## Życiorys
Lucjan Napoleon Balter urodził się 7 stycznia 1936 w Wilnie. Jego rodzicami byli Juliusz i Joanna z domu Szurska.
Święcenia kapłańskie przyjął 11 czerwca 1959 w Ołtarzewie z rąk bp. Zygmunta Choromańskiego.
Doktor teologii KUL od 1969, habilitacja na ATK w 1979.
Tytuł profesora uzyskał w 1991.
Od 1997 był przewodniczącym z ramienia Episkopatu Polski grupy katolickiej do spraw dialogu z Kościołem Adwentystów Dnia Siódmego.
11 października 2006 podczas sesji inaugurującej nowy rok akademicki w Ołtarzewie świętowano jubileusz 70. urodzin ks. Baltera, podczas którego wręczono mu jemu poświęconą księgę jubileuszową.
Pod koniec życia pracował na Wydziale Teologicznym Uniwersytetu Mikołaja Kopernika w Toruniu.
Ks. Balter zmarł w nocy z 15 na 16 lutego 2010. Pogrzeb odbył się 22 lutego 2010 roku w kościele seminaryjno parafialnym Najświętszej Maryi Panny Królowej Apostołów w Ołtarzewie, natomiast następnego dnia miało miejsce złożenie prochów do grobu w kwaterze pallotyńskiej na cmentarzu w Ołtarzewie.

## Kierunki badań
Ks. Sławomir Pawłowski, uczeń ks. Baltera, wymienia następujące kierunki badań tego ostatniego:
- papieska nieomylność;
- kapłaństwo;
- Maryja;
- Duch Święty;
- Miłosierdzie Boże;
- eschatologia;
- św. Józef.

## Ważniejsze publikacje
- Nieomylność encyklik papieskich. Studium teologiczno-historyczne, Warszawa 1975.
- Kapłańska godność Maryi, Warszawa 1979.
- (red., wstęp) Człowiek we wspólnocie Kościoła, Warszawa 1979.
- Kapłaństwo Ludu Bożego. Studium teologicznodogmatyczne, Warszawa 1982.
- Zstąpienie do piekieł jako rzeczywistość zbawcza "Communio" 5(1985)1, s. 73-87.
- Problema della definizione teologica del sacerdozio w: Il cuore di Cristo ed il nostro sacerdozio comune e ministeriale, Roma 1986-87, s. 297-299.
- Apostolskie posłannictwo zakonów, ISBN 83-7014-053-X, Poznań 1987.
- Problem reinterpretacji skutków grzechu pierworodnego w człowieku, w: Zło w świecie, Poznań 1992, s. 247-293, "Kolekcja Communio" nr 7.
- Eschatologia końca XX w., Siedlce 2001.
- Eschatologia współczesna dla duszpasterzy i katechetów, Kraków 2010.

Liczne artykuły m.in. w „Biuletynie Ekumenicznym”, „Ateneum Kapłańskim”, „Przeglądzie Katolickim” oraz tłumaczenia w „Communio”.
Hasła w Encyklopedii Katolickiej (wyd. Towarzystwo Naukowe Katolickiego Uniwersytetu Lubelskiego).

## Promotor przewodów doktorskich
Ks. Lucjan Balter jest promotorem ponad 350 prac magisterskich i ponad 25 doktorskich.
- 1990: Eschatologia Adwentu. Studium tekstów euchologicznych i biblijnych Mszału Rzymskiego Pawła VI, Nowak Jacek;
- 1994: Sąd eschatologiczny - rzeczywistość nieznana. Obecność tekstów biblijnych i ich interpretacja w polskiej literaturze kerygmatycznej XX w., Nycz Anna;
- 1995: Osoba ludzka w teologii Ks. Wincentego Granata, Artyszuk Włodzimierz;
- 1995: Tajemnica Eucharystii w tekstach modlitw Mszału rzymskiego dla diecezji polskich, Dyr Alfred;
- 1996: Nowe nurty eschatologii w polskiej literaturze teologicznej 1964-1993, Sikora Janusz;
- 1997: Biskupa Adolfa Piotra Szelążka koncepcja teologii, Zygner Leszek;
- 1998: Apostolstwo świeckich w Kościele i świecie w ujęciu biskupa Ignacego Tokarczuka, Jedynak Witold;
- 1998: Zmartwychwstanie człowieka jako rzeczywistość zbawcza. Interpretacja prawdy wiary o zmartwychwstaniu ciał w polskiej teologii kerygmatycznej XX w., Kucza Grzegorz;
- 2000: Kształtowanie postaw apostolskich wiernych świeckich poprzez homilie drukowane w Bibliotece Kaznodziejskiej w latach II Polskiego Synodu Plenarnego (1991-1997), Stankiewicz Danuta;
- 2001: Kościół znakiem Boga poszukującego człowieka. Próba aksjologicznego odczytania eklezjologicznej myśli Wacława Hryniewicza, Kaźmierczak Barbara;
- 2001: Trynitarne źródła życia konsekrowanego w nauczaniu Jana Pawła II, Zdrzałek Jacek;
- 2001: Wacława Hryniewicza wizja communio sanctorum. Studium teologiczno-dogmatyczne, Kaźmierczak Małgorzata;
- 2001: "Żadna kobieta nie jest tylko kobietą". Edyty Stein studium o kobiecie, Dźwig Dorota;
- 2002: Apostolski wymiar charyzmatu Zgromadzenia Najświętszego Odkupiciela, Koźlak Piotr;
- 2002: Misterium paschalne podstawą jedności chrześcijan w ujęciu ks. Wacława Hryniewicza, Dąbrowska Elżbieta;
- 2002: Rola kapłana w Kościele lokalnym w pismach błogosławionego Józefa Sebastiana Pelczara, Ziąber Artur;
- 2005: Paruzja - Chwalebne Przyjście Chrystusa w polskiej literaturze teologicznej XX wieku. Studium teologiczno-dogmatyczne, Nienałtowska Bożena;
- 2005: Tożsamość szkoły katolickiej w świetle współczesnych dokumentów Kościoła, Cichosz Wojciech;
- 2007: Deklaracja "Dominus Iesus" jako interpretacja formuły: Extra Ecclesiam nulla salus. Studium teologiczno-dogmatyczne. Krzysztof Nowacki;
- 2009: Odpowiedzialność wiernych świeckich za kulturę w nauczaniu Jana Pawła II, Gromowski Gerard.